# Okrug Apache, Arizona
Okrug Apache (Apache County) nalazi se na krajnjem sjeveroistoku Arizone. Nastao je 24. veljače 1879. odvojivši se od okruga Yavapai, jednog od 4 izvorna okruga Arizone. Grad St. Johns postao je okružno sjedište. 

## Osnovni podaci
- Površina 11.205 četvornih milja (29.000 četvornih kilometara)
- Okružno sjedište: St. Johns.

Stanovništvo (2000.): 69.423; 2004. (71.320).
- bijelci (2000.): 19,5%
- Indijanci i aljaskanski domoroci (2000.): 76,9%
- crnci i afroamerikanci: (2000.) 0,2%
- Azijati (2000.):  0,1%
- Havajci i drugi pacifički otočani(2000.):  0,1%

Domaćinstava (2000): 19,971

## Povijest
Prvi poznati stanovnici današnjeg okruga bili su dinosauri čiji su tragovi ostali na obali rijeke Little Colorado (vunasti mamut pronađen kod St. Johnsa  Arhivirana inačica izvorne stranice od 15. srpnja 2006. (Wayback Machine)). Ovo područje kasnije nastavaju Indijanci Apache, po kojima je okrug i dobio ime. –Prvi bijeli čovjek koji je tuda prošao bio je Coronado (1540.), prešavši rijeku kod današnjeg grada St. Johns. Okrug Apache kasnije naseljavaju potomci konkvistadora, a prve obitelji pionira dolaze s Istoka tek 1880-ih godina. Bogata povijest okruga Apache čuva se danas u muzeju 'Apache County Historical Museum'.
Apache County 
- slika  Arhivirana inačica izvorne stranice od 25. listopada 2006. (Wayback Machine)
- Southern Apache County - Arizona  Arhivirana inačica izvorne stranice od 29. siječnja 2007. (Wayback Machine)

## Znamenitosti
Za manje od sat vremena vožnje na sjever od St. Johnsa nalazi se svjetski poznat nacionalni park Petrified Forest. To je najveći park gdje posjetioci mogu šetati između ležećih stabala okamenjene šume. Fosilni ostaci koji se ovdje mogu naći stari su 225 milijuna godina. Tu su još Painted Desert, Canyon de Chelly National Monument, Window Rock (glavno sjedište plemena Navaho), i arheološko nalazište 'Casa Malpais'. Na jugozapadu okruga, na području apačkog rezervata nalazi se 25 ribičkih jezera kao i Sunrise Park Ski Resort.

## Vanjske poveznice
- Apache County Web Site
- Apache County  Arhivirana inačica izvorne stranice od 1. veljače 2007. (Wayback Machine)